# Освободительная борьба меликств Хамсы
Освободительная борьба меликств Хамсы, продолжавшаяся с 1724 по 1731 год под руководством армянских князей (меликов) Нагорного Карабаха, имела целью остановить турецкое наступление на территорию Восточной Армении. Хронологически она совпала с восстанием Давид-Бека (1722—1730 гг.) в Зангезуре.

В начале XVIII века Исраэль Ори, один из руководителей армянского освободительного движения, отправился в Санкт-Петербург, просить Петра Великого о помощи, чтобы восстановить армянскую государственность в Восточной Армении. Получив согласие императора, он отправился на Южный Кавказ и в Иран в качестве офицера и посла русской армии. В 1711 году, на обратном пути в Россию, Ори скончался в Астрахани, а делегация вернулась в Армению.
Через несколько лет в Сефевидской Персии начались споры о престоле. В 1722 году афганский полководец Мир Махмуд захватил столицу Исфахан. В стране начались смятения и анархия, а наследник престола Тахмасп бежал в Тебриз. Воспользовавшись ситуацией, османский султан Ахмед III напал на северные владения Ирана, Армении, Грузии и Ширвана. В то же время, после победоносного окончания Северной войны, Петр Великий начал поход на Южный Кавказ.
В то время в Нагорном Карабахе правили представители знатных родов, происходящие от Багратуни и Араншахиков, в том числе роды Гасан-Джалалян, Допян, Прошян и Орбелян, называемые «меликами» (араб. ملك‎ «царь»), имевшие под своим управлением небольшие поместья и находившиеся в подчинении Гянджинского беглярбека. Армянские освободительные силы под предводительством грузинского царя Вахтанга VI сообща готовились к совместной борьбе против турецко-персидского ига.

## Организация обороны

Национально-освободительное движение армян Карабаха и Сюника

Воспользовавшись междоусобицей и внутренней анархией в Персии, лезгины разграбили села и крепости Ширвана и Карабаха. Для отражения нападений кавказцев объединились вооруженные отряды меликов Хамсы. Узнав о вторжении на Каспий, они организовали армянское освободительное движение. Для поддержки освободительной борьбы сюда перебрались сотники Аван и Тархан из армянских поселений Ширвана.
Армянских меликов поддержало духовенство во главе с католикосом Гандзасара Есаи Гасан-Джалаляном. Он происходил из древнего знатного рода Гасан-Джалалянов из Хачена. В 1701 году, восседая на престоле католикоса, он сделал Гандзасар политическим центром освободительного движения, местом сбора духовных и светских глав Карабаха, где обсуждались дипломатические отношения и разрабатывались военные планы.
На территории, подвластной меликам Хамсы, были организованы оборонительные крепости, «сигнахи», среди которых наиболее известными были сигнахи Гюлистана, Чанахчи, Джраберда и Караглуха. Размещенный в них гарнизон мог вести не только оборонительные, но и наступательные бои.
В 1724 году армянские освободительные силы подписали соглашение с мусульманскими лидерами Гянджи для совместной борьбы против турецких войск. Армянские военачальники предлагали сотрудничество также персидским властям в борьбе с турецкими войсками. Карапет Ширванов (Иван Карапет) также прибыл в Карабах из России с обещаниями поддержать освободительную борьбу, что ещё больше воодушевило руководство армян.

## Турецкое вторжение
В 1723 году турки захватили Тифлис, столицу Картли-Кахетинского царства, а также Гянджу. После более чем трёхмесячных боев самообороны, в результате которых турецкие войска потеряли 20 000 солдат, Эривань с населением 5 000 человек капитулировал. Таким образом, лидеры Гандзака перешли на сторону турок, помощи из Ирана тоже не поступало. Восставшие остались одни против турок, которые первыми вошли в Карабах.
В 1724 году османские военачальники призвали католикоса Эчмиадзина Аствацатура I написать письмо карабахским армянам, особенно католикосу Гандзасара Есаи Гасан-Джалаляну, с просьбой сложить оружие и принять турецкое подчинение. Но Гасан-Джалалян и его соратники, невзирая на письмо Аствацатура I, приготовились к борьбе с османской армией.

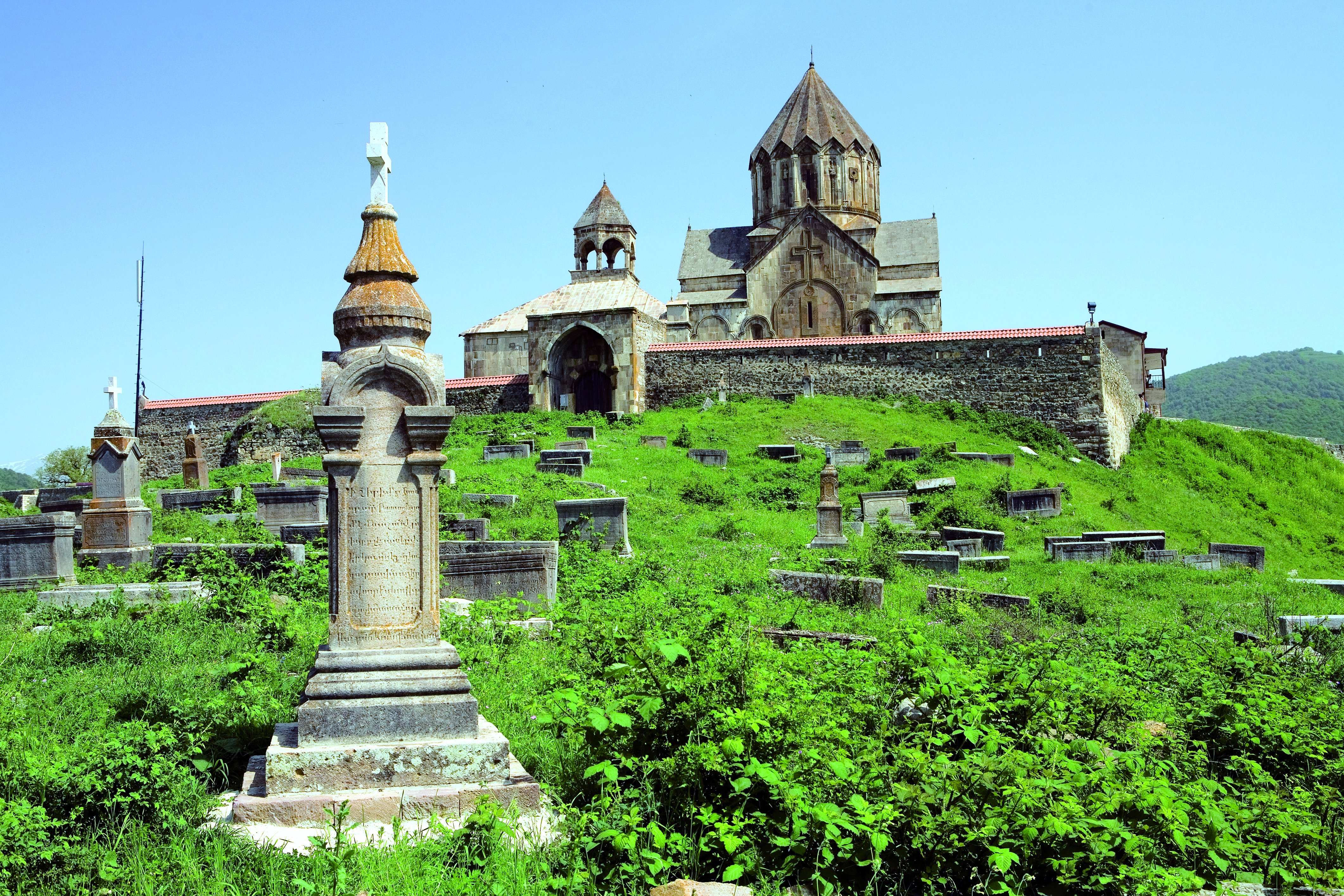
Монастырь Гандзасар, резиденция католикоса.

В марте 1725 года три отряда османской армии вторглись в провинцию Варанда, создав угрозу Малому Сигнаху. Армянское население разместило около 6000 турецких солдат в деревнях. Силы самообороны уничтожили их внезапной атакой ночью. Два турецких паши были убиты, а третий взят в плен. Эта победа повысила боевой дух и боеспособность армянских отрядов. Армяне уже посылали делегацию в русскую армию и были отвергнуты, но теперь они решили послать делегацию альянса в Тебриз, к Тахмаспу, наследнику престола Ирана. В том же году армянская делегация во главе со священниками Антоном и Кёхва Чалаби вернулась в Карабах из России, передав отрицательный ответ российской стороны. Армяне написали новое письмо Петру Великому, не зная, что император уже скончался.
Второе турецкое вторжение также не увенчалось успехом. 40-тысячная армия вернулась в Гянджу. После этого сражения армяне в третий раз направили делегацию во главе с Кёхва Чалаби к императрице Екатерине I.

## Подавление восстания
В борьбе меликов Хамсы против османской армии преимущество перешло к османской стороне только после кончины Давид-бека и Есаи Гасан-Джалаляна. В 1728 году турецкие войска смогли занять иранскую провинцию Азербайджан. Католикос Гандзасара, узнав о подписании русско-турецкого договора 1724 года, склонился к идее переговоров с турками. Такого же мнения были и освободительные силы, разочарованные русскими обещаниями.
В начале 1729 года другая часть армянских освободительных сил отправила к российскому военному руководству новую делегацию во главе с сотниками Аван и Тархан, но, не получив положительного ответа, они в Карабах так и не вернулась. В 1729—1731 годах борьбу против турецкого завоевания продолжил сигнах Гюлистана, командиром которого был Авраам Спарапет. Освободительная борьба меликов Хамсы завершилась. В то же время в Сюнике произошел раскол: разногласия между Мхитаром Спарапетом и Тер-Аветисом привели к захвату крепости Алидзор .
Военачальник Тахмасп кули-хан, которому удалось освободить Иран из под афганской оккупации, а так же отразить османское вторжение, за несколько лет восстановил границы Персии и в 1735 году подписал новый мир с турками. Он стал новым правителем Ирана, известным как Надир-шах. Его поддерживали армяне в борьбе с османскими войсками. В благодарность шах посетил Эчмиадзин, присутствовал на литургии и выделил 1000 туманов на реставрацию престола Верховного патриарха, украшая храм золотым факелом весом 15 кг. В состав армии Надира входили видные деятели Восточной Армении: Мелик Еган Дизакский, Мелик Шахназар Гегаркуникский, Мелик Акопджан Эриванский и другие.
После вступления на престол Надир-шах вывел меликства Хамсы из подчинения гянджинскому беглярбеку и передал их под власть непосредственно своего брата, Ибрагим-хана, сипахсалара Азербайджана, а в необходимых делах меликам было дано указание обращаться напрямую к самому Надир-шаху. После смерти Надир-шаха армянонаселенные меликства попали в вассальную зависимость от новообразованного Карабахского ханства.